# Colli Martani Trebbiano
Il Colli Martani Trebbiano è un vino DOC la cui produzione è consentita nella provincia di Perugia.

## Caratteristiche organolettiche
- colore: giallo verdolino.
- odore: leggermente vinoso, caratteristico.
- sapore: asciutto, acidulo, leggermente fruttato caratteristico, fine.

## Produzione
Provincia, stagione, volume in ettolitri
- Perugia  (1990/91)  1871,1
- Perugia  (1991/92)  1747,62
- Perugia  (1992/93)  1664,42
- Perugia  (1993/94)  1942,88
- Perugia  (1994/95)  1751,8
- Perugia  (1995/96)  2085,05
- Perugia  (1996/97)  1523,13